# Georgie Red
I Georgie Red sono stati un duo musicale di genere pop e synth pop anglo tedesco, formatosi nel 1983 e composto dal cantante inglese Phill Edwards e dal tastierista George Kochbeck, di Gütersloh.

## Storia del gruppo
Costituitosi a Bielefeld, esordiscono nel 1983 con il singolo If I Say Stop Then Stop!, un mix tra rap e funk, che entra al quinto posto della top ten dei singoli in Austria, nel 1985. Nel 1986 - con il batterista Carsten Bohn della Jan Hammer band - esce nei mercati europei il primo (e più prettamente pop) dei loro due album, sotto etichetta Wea, dal titolo We'll Work It Out, il cui singolo Help the man raggiunge il n° 16 della charts austriaca. L'album, di morigerato successo, contiene anche la cover di I Heard It Through the Grapevine, resa celebre da Marvin Gaye. Tuttavia, dopo la fredda accoglienza dell'album successivo, la Wea abbandonò la band che si sciolse e Kochbeck avviò una carriera di compositore di colonne sonore.

## Formazione
- Phill Edwards - voce, testiere
- George Kochbeck  - voce, tastiere, basso

## Discografia
Studio
- 1986 - We'll Work It Out
- 1988 - Helpless Dancer

Remix
- 1990 - In The Land Of 1000 Mixes